# The Quantum Enigma
The Quantum Enigma es el sexto álbum de estudio de la banda neerlandesa de metal sinfónico Epica. Se dio a conocer el 2 de mayo de 2014 por Nuclear Blast. Se trata de su primer álbum de estudio con el nuevo bajista Rob van der Loo, quien reemplazó a Yves Huts en 2012.

## Características
La ilustración de la cubierta del álbum la hizo Stefan Heilemann, que también hizo las portadas de Design Your Universe y de "Requiem for the Indifferent"
El guitarrista / vocalista Mark Jansen explica:

He estado escuchando a nuestro nuevo álbum y no puedo tener suficiente de él... Suena más moderno, pero con todos los elementos típicos de Epica dentro. 'Refrescante' podría ser la palabra correcta este álbum tiene también!... Ha sido el resultado de un esfuerzo de grupo real.

Fue maravilloso ver a todos de ser tan motivados para crear nuestro mejor disco.

A pesar de que el sonido es más pesado (las guitarras, bajo y batería suenan tan brutal), sigue siendo un disco muy pegadizo también. Algunas viejas influencias de nuestros primeros trabajos, algunas referencias a 'Design Your Universe' y algunos nuevos elementos.

Epica volvió a los escenarios el 30 de abril para tocar el nuevo disco en Tilburgo, Países Bajos.
El 18 de marzo, The Essence of Silence fue lanzado como sencillo en iTunes en Estados Unidos.
El 3 de abril, Unchain Utopia se filtró en internet, mientras que su fecha de lanzamiento original fue el 4 de abril. En una entrevista con Sonic Cathedral Webzine, Simone Simons confirmó que el vídeo de Unchain Utopia se dará a conocer pronto.

## Listado de pistas
| Disco 1 (Edición Estándar) |                                                    |               |                                                      |          |  |
| N.º                        | Título                                             | Letras        | Música                                               | Duración |  |
| 1.                         | «Originem»                                         | Mark Jansen   | Bob Katsionis & Epica                                | 2:11     |  |
| 2.                         | «The Second Stone»                                 | Simone Simons | Isaac Delahaye & Epica                               | 5:00     |  |
| 3.                         | «The Essence of Silence»                           | Mark Jansen   | Ariën van Weesenbeek & Epica                         | 4:47     |  |
| 4.                         | «Victims of Contingency»                           | Mark Jansen   | Mark Jansen, Epica, Jack Driessen & Frank Schiphorst | 3:31     |  |
| 5.                         | «Sense Without Sanity - The Impervious Code -»     | Mark Jansen   | Mark Jansen & Epica                                  | 7:42     |  |
| 6.                         | «Unchain Utopia»                                   | Simone Simons | Isaac Delahaye & Epica                               | 4:45     |  |
| 7.                         | «The Fifth Guardian - Interlude -»                 |               | Delahaye, Coen Janssen & Miro Rodenberg              | 3:04     |  |
| 8.                         | «Chemical Insomnia»                                | Simone Simons | Isaac Delahaye & Epica                               | 5:12     |  |
| 9.                         | «Reverence - Living in the Heart -»                | Mark Jansen   | van Weesenbeek & Epica                               | 5:02     |  |
| 10.                        | «Omen - The Ghoulish Malady -»                     | Mark Jansen   | Mark Jansen & Epica                                  | 5:28     |  |
| 11.                        | «Canvas of Life»                                   | Simone Simons | Janssen & Epica                                      | 5:28     |  |
| 12.                        | «Natural Corruption»                               | Simone Simons | Delahaye & Epica                                     | 5:24     |  |
| 13.                        | «The Quantum Enigma - Kingdom of Heaven Part II -» | Mark Jansen   | Mark Jansen & Epica                                  | 11:53    |  |

| Bonus tracks |                                                  |               |                         |          |  |
| N.º          | Título                                           | Letras        | Música                  | Duración |  |
| 14.          | «In All Conscience» (Digipack additional track)  | Mark Jansen   | Rob van der Loo & Epica | 5:04     |  |
| 15.          | «Dreamscape» (Earbook additional track)          | Simone Simons | van der Loo & Epica     | 4:59     |  |
| 16.          | «Memento» (Vinyl additional track)               | Simone Simons | van Weesenbeek & Epica  | 4:12     |  |
| 17.          | «Banish Your Illusion» (iTunes additional track) | Mark Jansen   | Mark Jansen & Epica     | 6:11     |  |
| 18.          | «Mirage of Verity» (Japanese additional track)   | Mark Jansen   | van der Loo & Epica     | 5:59     |  |

| Disco 2 (Solamente en Digipack and Earbook) |                                         |               |                     |          |  |
| N.º                                         | Título                                  | Letras        | Música              | Duración |  |
| 1.                                          | «Canvas of Life» (Acoustic Version)     | Simone Simons | Mark Jansen & Epica | 4:51     |  |
| 2.                                          | «In All Conscience» (Acoustic Version)  | Mark Jansen   | van der Loo & Epica | 4:17     |  |
| 3.                                          | «Dreamscape» (Acoustic Version)         | Simone Simons | van der Loo & Epica | 4:59     |  |
| 4.                                          | «Natural Corruption» (Acoustic Version) | Simone Simons | Delahaye & Epica    | 4:49     |  |

| Disc 3 (Earbook Only) |                                                                 |                                                      |          |  |
| N.º                   | Título                                                          | Música                                               | Duración |  |
| 1.                    | «Originem» (Instrumental)                                       | Bob Katsionis & Epica                                | 2:11     |  |
| 2.                    | «The Second Stone» (Instrumental)                               | Delahaye & Epica                                     | 5:00     |  |
| 3.                    | «The Essence of Silence» (Instrumental)                         | van Weesenbeek & Epica                               | 4:47     |  |
| 4.                    | «Victims of Contingency» (Instrumental)                         | Mark Jansen, Epica, Jack Driessen & Frank Schiphorst | 3:31     |  |
| 5.                    | «Sense Without Sanity» (The Impervious Code - Instrumental)     | Mark Jansen & Epica                                  | 7:42     |  |
| 6.                    | «Unchain Utopia» (Instrumental)                                 | Delahaye & Epica                                     | 4:45     |  |
| 7.                    | «The Fifth Guardian» (Interlude - Instrumental)                 | Delahaye, Mark Jansen & Miro Rodenberg               | 3:04     |  |
| 8.                    | «Chemical Insomnia» (Instrumental)                              | Delahaye & Epica                                     | 5:12     |  |
| 9.                    | «Reverence» (Living in the Heart - Instrumental)                | van Weesenbeek & Epica                               | 5:02     |  |
| 10.                   | «Omen» (The Ghoulish Malady - Instrumental)                     | Mark Jansen & Epica                                  | 5:28     |  |
| 11.                   | «Canvas of Life» (Instrumental)                                 | Mark Jansen & Epica                                  | 5:28     |  |
| 12.                   | «Natural Corruption» (Instrumental)                             | Delahaye & Epica                                     | 5:24     |  |
| 13.                   | «The Quantum Enigma» (Kingdom of Heaven Part II - Instrumental) | Mark Jansen & Epica                                  | 11:53    |  |

## Personal

### Miembros de la banda
- Simone Simons – Cantante principal
- Mark Jansen – Guitarra rítmica, Voz gutural, Gritos (música)
- Isaac Delahaye – Guitarra principal, guitarra acústica, guitarra clásica
- Rob van der Loo – Bajo
- Coen Janssen – Sintetizador, piano
- Ariën van Weesenbeek – Batería, Voz gutural, spoken word

### Invitados/Participantes
- Kamerkoor (Coro de cámara) PA'dam
  - Director de Orquesta – Maria van Nieukerken
  - Soprano – Alfrun Schmid, Frederique Klooster, Martha Bosch, Silvia da Silva Martinho, Annemieke Nuijten, Marcela Bovio
  - Alto – Astrid Krause, Annette Stallinga, Annette Vermeulen, Karen Langendonk
  - Tenor – Daan Verlaan, Koert Braches, Ruben de Grauw
  - Bajo (tipo de voz) – Andreas Goetze, Angus van Grevenbroek, Jan Douwes
- Epica's Sandlane String Session
  - 1.er violins – Ben Mathor, Marleen Wester, Ian de Jong, Emma van der Schalie, Merel Jonker
  - 2.º violins – Judith van Driel, Floortje Beljon, Loes Dooren, Vera van der Bie
  - Violas – Mark Mulder, Adriaan Breunis, Amber Hendriks
  - Chelo – David Faber, Annie Tangberg, Jan Willem Troost, Thomas van Geelen
- Marcela Bovio (Stream of Passion) – backing vocals
- Daniël de Jongh (Texturas) – additional male vocals (13)

### Crew
- Jacob Hansen (Volbeat, Hatesphere, Amaranthe) – Ingeniero de sonido
- Joost van den Broek (ex-After Forever) – Productor (música), Ingeniero en masterizacion
- Maarten de Peijper – Ingeniero de sonido